# Crystal Logic
Crystal Logic è il terzo album dei Manilla Road, pubblicato nel 1983 dalla Black Dragon Records. Rispetto al precedente Metal, Crystal Logic abbandona quasi del tutto i richiami allo space rock e al progressive rock, fatta eccezione per la articolata Dreams of Eschaton, a favore di un sound heavy metal. Da questo album proviene Necropolis, una delle canzoni più conosciute del gruppo, e generalmente è considerato uno dei loro lavori più riusciti.

## Tracce
1. Prologue – 1:35
2. Necropolis – 3:10
3. Crystal Logic – 6:01
4. Feeling Free Again – 2:48
5. The Riddle Master – 4:34
6. The Ram – 3:46
7. The Veils of Negative Existence – 4:41
8. Dreams of Eschaton – 10:24
9. Epilogue – 1:55

## Formazione
- Mark Shelton - voce e chitarra
- Scott Park - basso
- Rick Fisher - batteria e cori